# Arrondissement administratif de Roulers
L'arrondissement administratif de Roulers (en néerlandais et officiellement, Roeselare) est un des huit arrondissements administratifs de la province de Flandre-Occidentale en Région flamande (Belgique). L’arrondissement a une superficie de 273,82 km2 et compte 159 509 habitants.
L’arrondissement est seulement un arrondissement administratif et non un arrondissement judiciaire. D’un point de vue judiciaire, les communes se répartissent dans les arrondissements judiciaires de Bruges, de Courtrai et d’Ypres.

## Histoire
L'arrondissement de Roulers est créé en 1818. Il est alors constitué du canton d'Ardoye (détaché de l'arrondissement de Bruges), du canton de Hooglede (détaché de l'arrondissement d'Ypres) et du canton de Roulers (détaché de l'arrondissement de Courtrai).
En 1823, à la suite de la suppression des arrondissements de Menin, de Torhout et de Wakken, certaines communes, tout comme certaines communes de l'arrondissement d'Ypres, sont rattachées à l'arrondissement de Roulers.
En 1971, une parcelle du territoire de Staden est cédée à l'arrondissement de Dixmude.
La commune d'Ardoye est transférée en 1977 à l'arrondissement de Tielt.

## Communes et leurs sections

### Communes
- Hooglede
- Ingelmunster
- Iseghem
- Ledeghem
- Lichtervelde
- Moorslede
- Roulers (Roeselare)
- Staden

### Sections
- Beveren
- Dadizele
- Emelgem
- Gits
- Hooglede
- Ingelmunster
- Iseghem
- Kachtem
- Ledeghem
- Lichtervelde
- Moorslede
- Oekene
- Oostnieuwkerke
- Rollegem-Kapelle
- Roulers (Roeselare)
- Rumbeke
- Staden
- Westrozebeke
- Winkel-Saint-Éloi

## Démographie
- Source : Statbel - De:1830 à 1970=recensement de la population au 31 décembre; depuis 1980= population au 1er janvier[1]